# Arcabucero a caballo

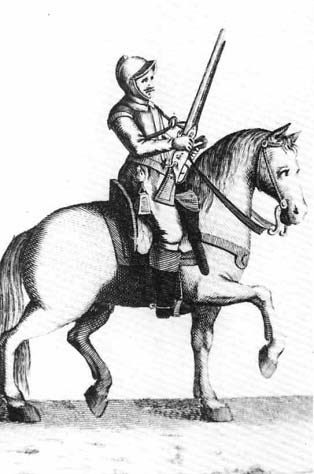
Arcabucero, caballería armada con carabina, siglo XVII

El arcabucero a caballo era la forma más común de caballería encontrada en toda Europa Occidental a principios y mediados del siglo XVII. Los primeros arcabuceros se caracterizaban por el uso de una forma de carabina, llamada "arcabuz". En Inglaterra, harquebusier era el nombre técnico para este tipo de caballería, aunque en el uso cotidiano se les solía llamar simplemente "caballería" o "caballo". En Alemania se les llamaba a menudo Ringerpferd, o a veces Reiter, en Suecia eran llamados lätta ryttare.

## Desarrollo

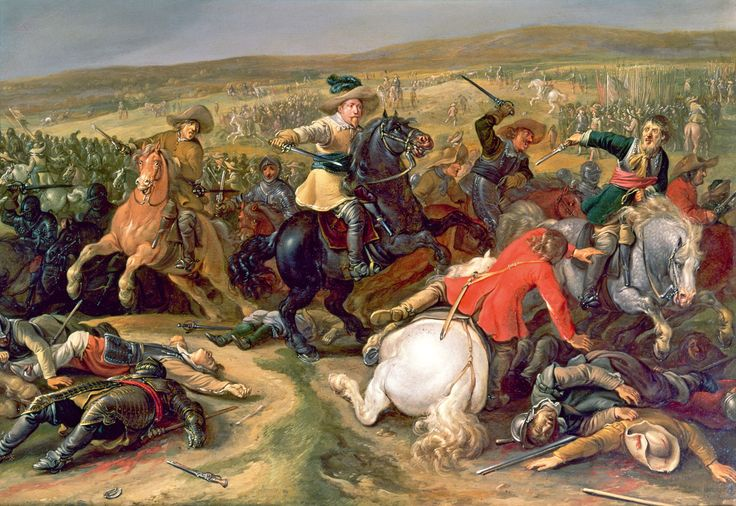
Gustavo II Adolfo de Suecia (centro) dirigiendo una carga de caballería mixta, 1634

Según John Cruso en su manual de caballería de 1632, el arcabucero fue "inventado por primera vez en Francia". Este tipo de caballero se caracterizó por el uso de una forma de carabina. A finales del siglo XVI y en las primeras décadas del siglo siguiente, el arcabucero fue concebido, como el similar y anterior pedreñal, como un apoyo para la caballería más fuertemente blindada, los demilanceros o los coraceros armados con pistolas y los reiters.
Más tarde, hacia mediados del siglo XVII, el arcabucero se convirtió en el tipo estándar de caballería que se encuentra en toda Europa occidental. El cambio del arcabucero de un papel de apoyo montado, dependiente de las armas de fuego, a uno de caballería de combate cuerpo a cuerpo con capacidad de choque puede atribuirse a Gustavo Adolfo de Suecia en las décadas de 1620 y 1630. Inicialmente, esto fue por necesidad; Suecia era una nación relativamente pobre y no podía permitirse el lujo de equipar a muchos coraceros caros, por lo que se tuvo que emplear una caballería más ligera en un papel de choque. El éxito de la caballería sueca en la batalla durante la Guerra de los Treinta Años llevó a otras naciones a adoptar sus métodos. Gustavo Adolfo también redujo el número de rangos en una formación de caballería de los anteriormente habituales seis a diez, para las tácticas basadas en pistolas, a tres para adaptarse a sus tácticas de choque basadas en la espada.
El posterior arcabucero a caballo fue utilizado en un papel de choque por los líderes de la caballería de la Guerra Civil Inglesa, como el Príncipe Rupert del Rin y Oliver Cromwell. Emplearon a los arcabuceros de forma muy agresiva: cargando con espada en mano, relegando así sus armas de fuego a una función secundaria. De hecho, en la década de 1620 la caballería que no estaba equipada con una carabina podía ser llamada "harquebusier", solo por el nivel y el estilo de su protección de armadura. En la época de la Guerra Civil Inglesa toda la caballería que no estaba equipada como coraceros o que no llevaba una lanza, los escoceses, que ya en la década de 1650 llevaban lanceros ligeros, eran llamados "harquebusiers". En el curso de la guerra, el coracero dejó de ser utilizado en Gran Bretaña, y cuando el coracero se deshizo de su armadura, se convirtió instantáneamente en indistinguible del arcabucero a caballo.

## Equipamiento

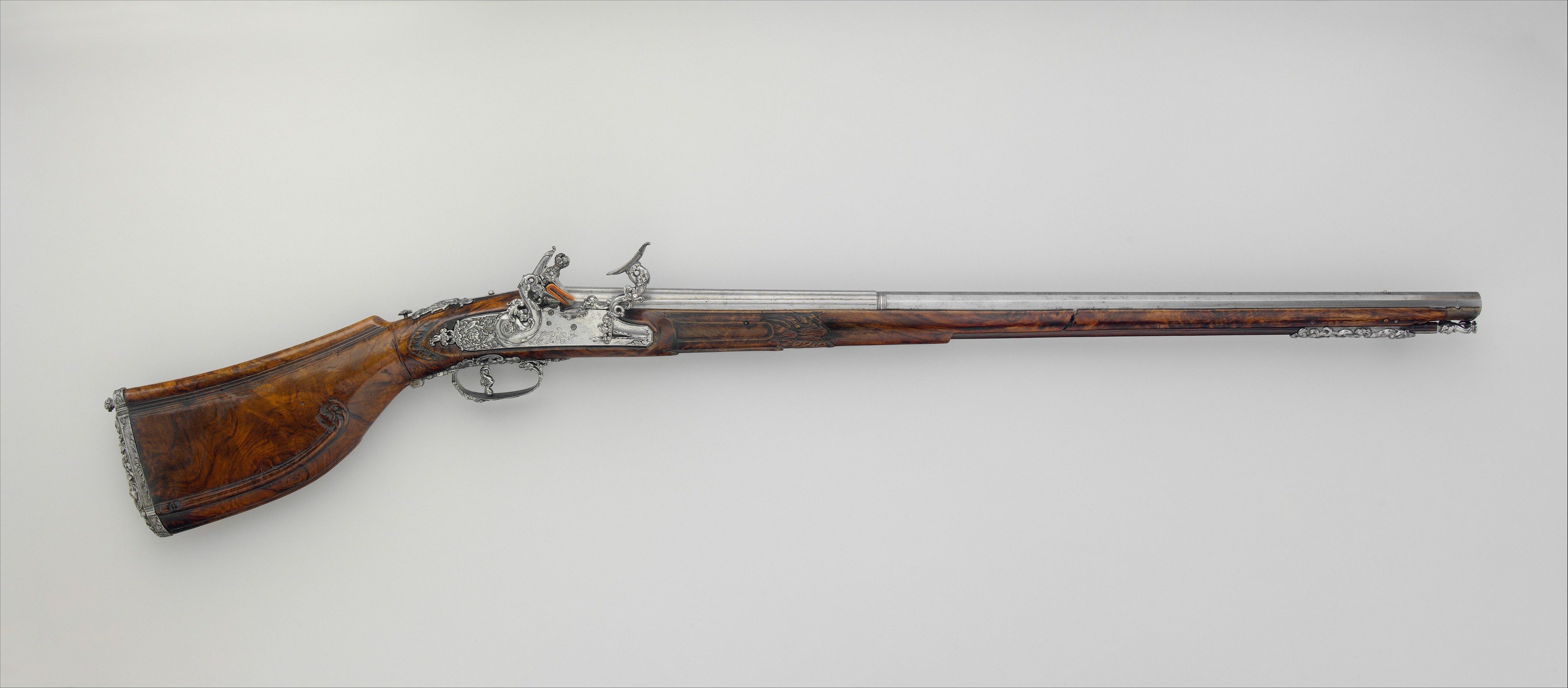
Carabina Snaphance, c. 1660.

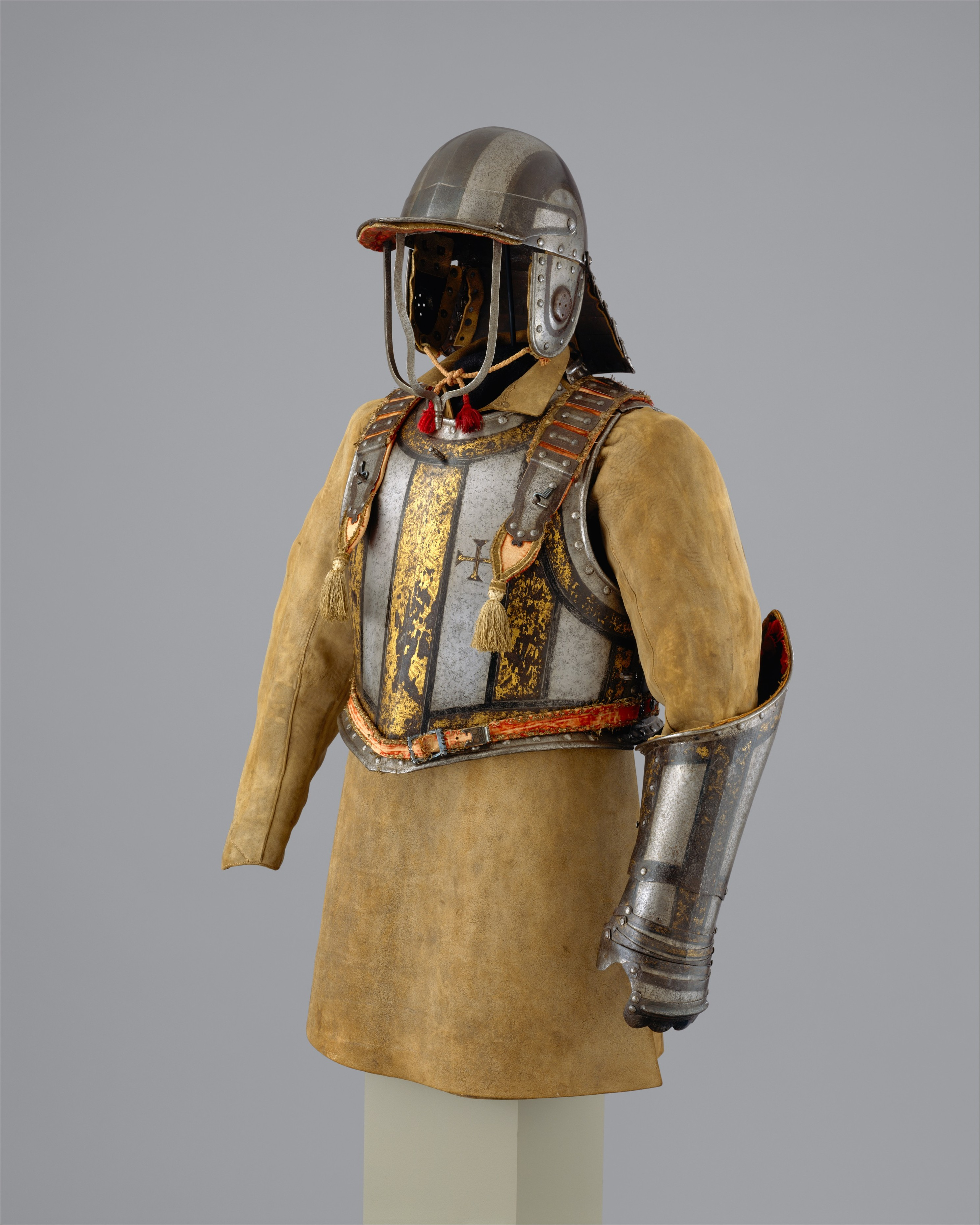
La armadura inglesa de alta calidad de arcabucero usada por Pedro II de Portugal: una coraza grabada, un guantelete de mano de brida, cuera y capellina de tres barras.

El arcabucero solía estar armado con una carabina de llave de rueda, snaphaunce o cerradura de chispa, colgado de un pivote unido a un bálteo, pistolas en fundas de silla de montar y una espada robusta de hoja recta. Los registros también indican que algunos arcabuceros también estaban armados con un hacha o un pico para jinetes, estas eran armas con hachas o cabezas de martillo y púas para perforar armaduras.
El típico arcabucero montado contaba con una coraza de hierro con un pecho y una placa de respaldo, y un casco capellina; el consciente de la moda podría sustituir el casco por un sombrero de fieltro de ala ancha, a menudo usado sobre un casquete de hierro oculto o un secrete. En Inglaterra, en 1629, la armadura de un arcabucero costaba una libra y seis chelines, la de un coracero cuatro libras y diez chelines. Un arcabucero más rico puede haber llevado una cuera bajo su armadura y un guantelete de metal para proteger su mano y antebrazo de la brida. También se usaban botas de montar altas y con puños, que llegaban hasta el muslo y a menudo también eran de cuero de búfalo. La calidad de munición (producida en masa) en esta época era generalmente de hierro, a veces conteniendo pequeñas cantidades de fósforo; esta adición daba un mínimo aumento de dureza. Los oficiales y otros hombres ricos habrían tenido acceso a las armaduras de acero, que eran cuidadosamente tratadas con calor para endurecerlas.

## Organización
Los arcabuceros a caballo se organizaban en tropas, y un número variable de tropas formaban un regimiento. La organización de la caballería del New Model Army en Inglaterra era típica: cada tropa estaba idealmente compuesta por 100 caballeros, comandados por un capitán, con 6 tropas formando un regimiento bajo un coronel. Los regimientos solían llevar el nombre de su coronel, y tanto el coronel como su segundo al mando, el comandante o sargento mayor, dirigían personalmente su propia tropa. Cuando el coronel del regimiento era también un general o tenía otros deberes, se nombraba a un 'suplente' llamado teniente coronel. El número de caballeros por tropa era a menudo inferior al ideal cuando estaban en campaña y algunos regimientos tenían más tropas de lo normal. Los comandantes prominentes también tenían a menudo un "salvavidas"; el Príncipe Rupert tenía un regimiento de 10 tropas más un salvavidas de 150 hombres, mientras que el regimiento de Oliver Cromwell tenía 14 tropas.

## Tácticas

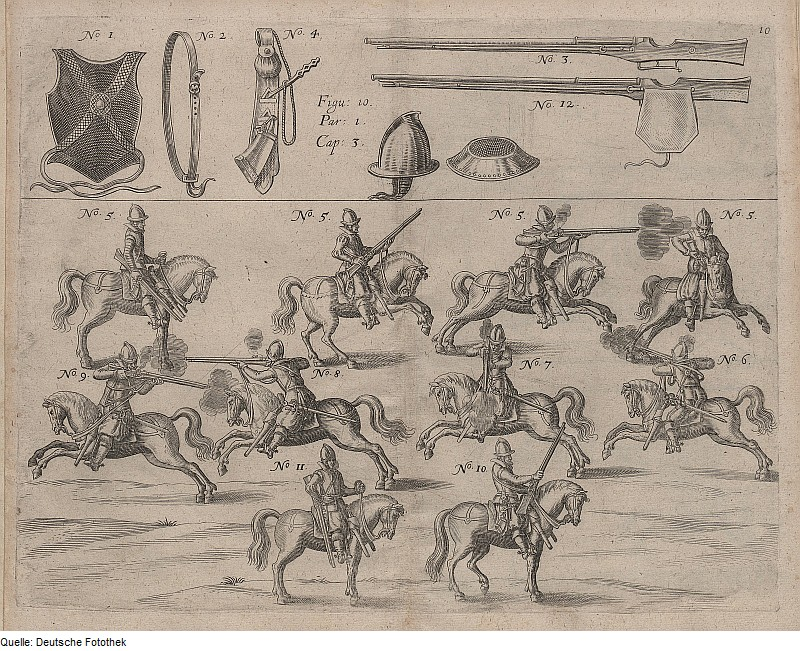
Manual de ejercicios alemán para los arcabuceros montados de principios del.

Existía una variación nacional en el empleo de los arcabuceros montados en el campo de batalla. Los franceses tendían a retener un mayor uso de las armas de fuego, a menudo sus arcabuceros daban una descarga de carabina y/o fuego de pistola antes de cerrar con la espada. Los suecos y los ingleses monárquicos cargaron directamente con la espada, no usando armas de fuego hasta el combate cuerpo a cuerpo. La caballería parlamentaria mantuvo el uso de armas de fuego en la carga hasta más tarde en la Guerra Civil, pero para el momento del New Model Army había adoptado en gran medida la carga directa con la espada. Los monárquicos, bajo la dirección del príncipe Ruperto, comenzaron la Guerra Civil usando la formación sueca de tres filas, pero los parlamentarios mantuvieron una formación de seis filas hasta finales de 1643 o principios de 1644. Una unidad de caballería en una formación poco profunda flanquearía a una unidad de tamaño similar en una formación profunda, una ventaja táctica considerable. Los suecos y los caballeros realistas solían cargar a velocidad, los Ironsides Parlamentarios ingleses cargaban a un ritmo más lento, los soldados se mantenían juntos de rodillas para conservar su formación.
En Inglaterra muchos arcabuceros montados no empleaban carabina, como se describe en Militaire Discipline de 1661: "Muchas tropas y regimientos sólo con espada y pistola armados, sus encuentros no son a la antigua manera de disparar a distancia, que se ha comprobado que es de consecuencias peligrosas, sino que disparan a distancia con sus espadas colgadas en las muñecas por una cuerda y con sus puntas de espada cargando a través de tropas adversas".

## Desaparición

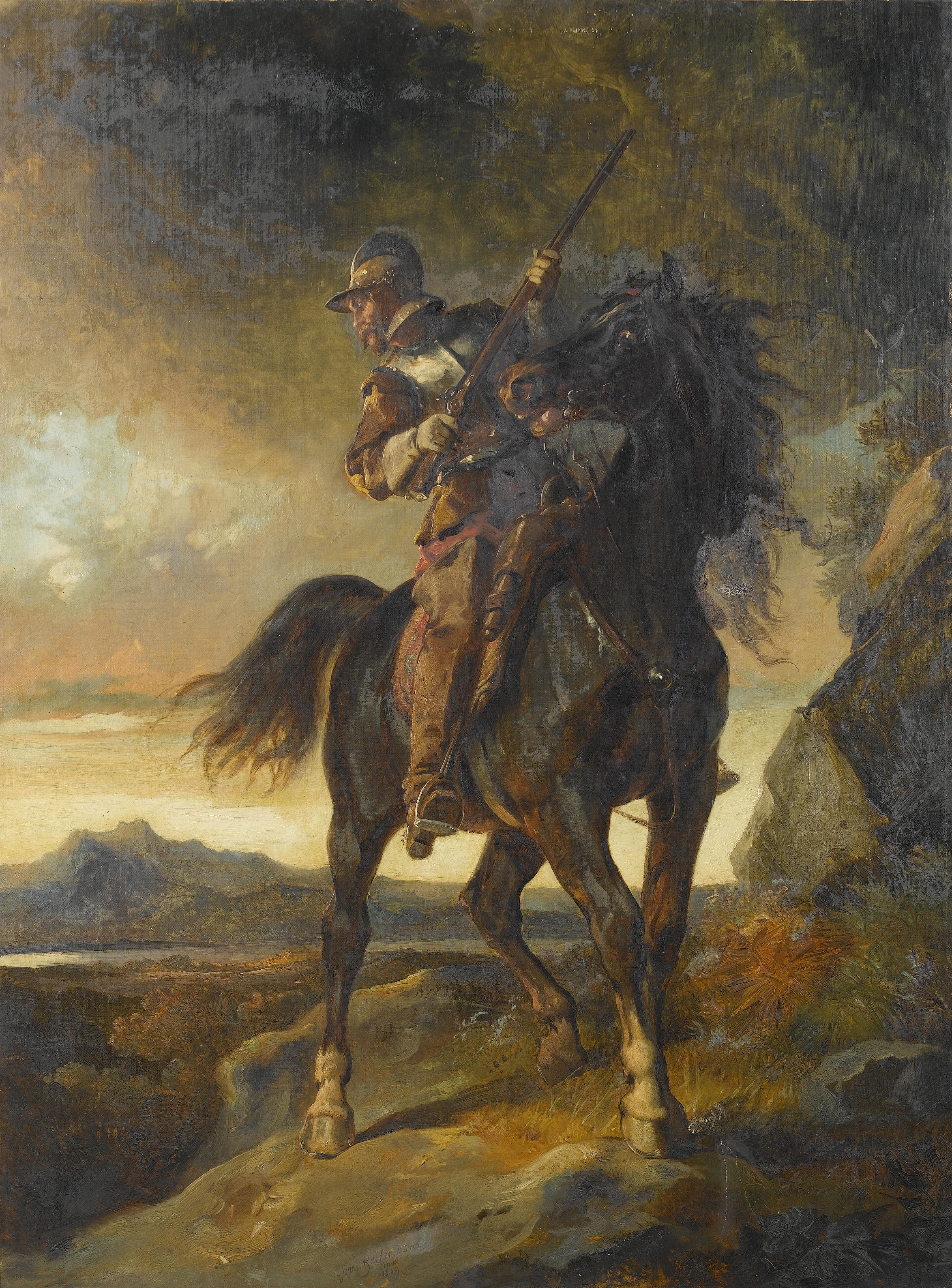
Pintura victoriana de un arcabucero montado. La imagen pretende mostrar a un soldado de finales del, aunque el equipo es más típico de principios del XVII: una carabina de ruedas, una coraza sobre una cuera y un casco borgoñota antiguo.

El término harquebusier y arcabucero montado se fue perdiendo gradualmente, a medida que el uso de las armaduras disminuía y el "coracero totalmente blindado" desaparecía. Los arcabuceros pasaron a formar parte de la indiferenciada "caballería" o, en francés, "cavalerie", de principios y mediados del siglo XVIII. En el ejército británico muchos regimientos de caballería que tenían sus orígenes como unidades de arcabuceros a caballo se transformaron finalmente en dragones. En los dos últimos decenios del siglo XVII el uso de la armadura y la cuera declinó y los cascos fueron sustituidos más por sombreros de fieltro, se adoptaron ampliamente los abrigos uniformes. Por ejemplo, se ordenó que todas las armaduras utilizadas anteriormente por el regimiento de Oxford Blues (precursor de la Royal Horse Guards) se almacenaran en 1688 antes de que el regimiento entrara en servicio activo.
El equipo del arcabucero desapareció a ritmos diferentes; la carabina doglock fue reemplazada por la 'verdadera' llave de chispa a finales del siglo XVII. Los coraceros cayeron en desuso durante el siglo XVIII antes del renacimiento napoleónico del último tipo de coraceros en la primera década del siglo XIX. La capelliana cayó en desgracia en la mayoría de los países en 1700, aunque el ejército austriaco conservó este tipo de casco para sus coraceros hasta la década de 1780, especialmente cuando se hizo una campaña contra los turcos.